# Elmer Bagby Atwood
Elmer Bagby Atwood (1906-Comté de Harris, 1963) est un linguiste américain

## Œuvres
- Two Alterations of Virgil in Chaucer’s Dido, 1938.
- A Survey of Verb Forms in the Eastern United States
- The Regional Vocabulary of Texas
- An Introduction to the Phonetics of American English
- Robert Mannyng's Version of the Troy Story
- Grease and Greasy: A Study of Geographic Variation
- English Versions of the Historia Trojana
- A Survey of Byron Criticism in France
- The Pronunciation of 'Mrs.'